# Ido Shahar
Ido Shahar (in ebraico עידו שחר‎?; 20 agosto 2001) è un calciatore israeliano, centrocampista del Maccabi Tel Aviv.

## Carriera

### Club
Debutta fra i professionisti il 22 agosto 2019 con la maglia del Beitar Tel Aviv in occasione dell'incontro di Liga Leumit pareggiato 2-2 contro l'Hapoel R. HaSharon.

### Nazionale
Ha giocato nelle nazionali giovanili israeliane Under-17, Under-19 ed Under-21.

## Statistiche
Statistiche aggiornate al 4 novembre 2021.

### Presenze e reti nei club
| Stagione        | Squadra                 | Campionato      | Campionato | Campionato | Coppe nazionali | Coppe nazionali | Coppe nazionali | Coppe continentali | Coppe continentali | Coppe continentali | Altre coppe | Altre coppe | Altre coppe | Totale | Totale | Totale |
| Stagione        | Squadra                 | Comp            | Pres       | Reti       | Comp            | Pres            | Reti            | Comp               | Pres               | Reti               | Comp        | Pres        | Reti        | Pres   | Reti   |        |
| --------------- | ----------------------- | --------------- | ---------- | ---------- | --------------- | --------------- | --------------- | ------------------ | ------------------ | ------------------ | ----------- | ----------- | ----------- | ------ | ------ | ------ |
| 2019-2020       | Beitar Tel Aviv Bat Yam | LL              | 32         | 6          | CI+TC           | 0               | 0               |                    | -                  | -                  |             | -           | -           | 32     | 6      |        |
| ago. 2020       | Maccabi Tel Aviv        | LHA             | 0          | 0          | CI+TC           | 0+1             | 0               |                    | -                  | -                  | SI          | 1           | 0           | 2      | 0      |        |
| 2020-2021       | Hapoel Haifa            | LHA             | 21         | 0          | CI+TC           | 2+0             | 1+0             |                    | -                  | -                  |             | -           | -           | 25     | 1      |        |
| 2021-2022       | Maccabi Tel Aviv        | LHA             | 1          | 0          | CI+TC           | 0+1             | 0               | UEL                | 7                  | 0                  | SI          | 1           | 0           | 10     | 0      |        |
| Totale carriera | Totale carriera         | Totale carriera | 54         | 6          |                 | 4               | 1               |                    | 7                  | 0                  |             | 2           | 0           | 67     | 7      |        |

## Palmarès

### Club

#### Competizioni nazionali
- Campionato israeliano: 1

Maccabi Tel Aviv: 2023-2024
- Coppa Toto: 1

Maccabi Tel Aviv: 2024-2025